# 巴氏牙鯛
巴氏牙鯛為輻鰭魚綱鱸形目鱸亞目鯛科的其中一種，分布於東大西洋區，從加彭至安哥拉海域，棲息深度20-100公尺，體長可達40公分，棲息在大陸棚，屬肉食性，以蠕蟲等為食，可做為食用魚。